# Olívio Januário de Amorim
Olívio Januário de Amorim (Biguaçu, 10 de julho de 1888 — 22 de julho de 1937) foi um político brasileiro.

## Vida
Filho de Emídio Correia de Amorim e de Catarina Carolina de Amorim. Casou com Palmira Born.

## Carreira
Foi agricultor em Biguaçu e um dos fundadores do Movimento Agricola Catarinense.
Foi um dos fundadores do Partido Liberal Catarinense.
Foi deputado à Assembleia Legislativa de Santa Catarina na 1ª legislatura (1935 — 1937).
Foi prefeito de Florianópolis, nomeado por Mauro Ramos, de 3 de maio de 1935 a 22 de julho de 1937, quando morreu doente.